# Renault 4 E-Tech
Renault 4 E-Tech — субкомпактный электромобиль-кроссовер, выпускаемый французским автопроизводителем Renault.

## Описание
Прототип Renault 4 E-Tech был представлен 17 октября 2022 года на Парижском автосалоне. Название Renault 4 E-Tech автомобиль получил в честь выпускавшегося с 1961 по 1994 год Renault 4.
Renault 4ever был анонсирован в 2021 году как один из нескольких новых электромобилей, дебют которых намечен на 2025 год. «4Ever» — название проекта EV, в результате которого прототип концепт-кара 4Ever Trophy впервые был показан в октябре 2022 года на Парижском автосалоне. Окончательное название не было выбрано.
Планируемый 4Ever являлся собратом Renault 5 E-Tech, который также базируется на платформе CMF-B EV. Производственные затраты составляют две трети от Renault Zoe. Взаимоотношения между 5 EV и 4Ever аналогичны взаимоотношениям между Clio и Captur.
Также выпускается вариант коммерческого фургона, который разделяет переднюю часть и передний отсек 4Ever с увеличенным грузовым отсеком, аналогично взаимоотношениям между R4 Fourgonnette и оригинальным Renault 4.

## Галерея

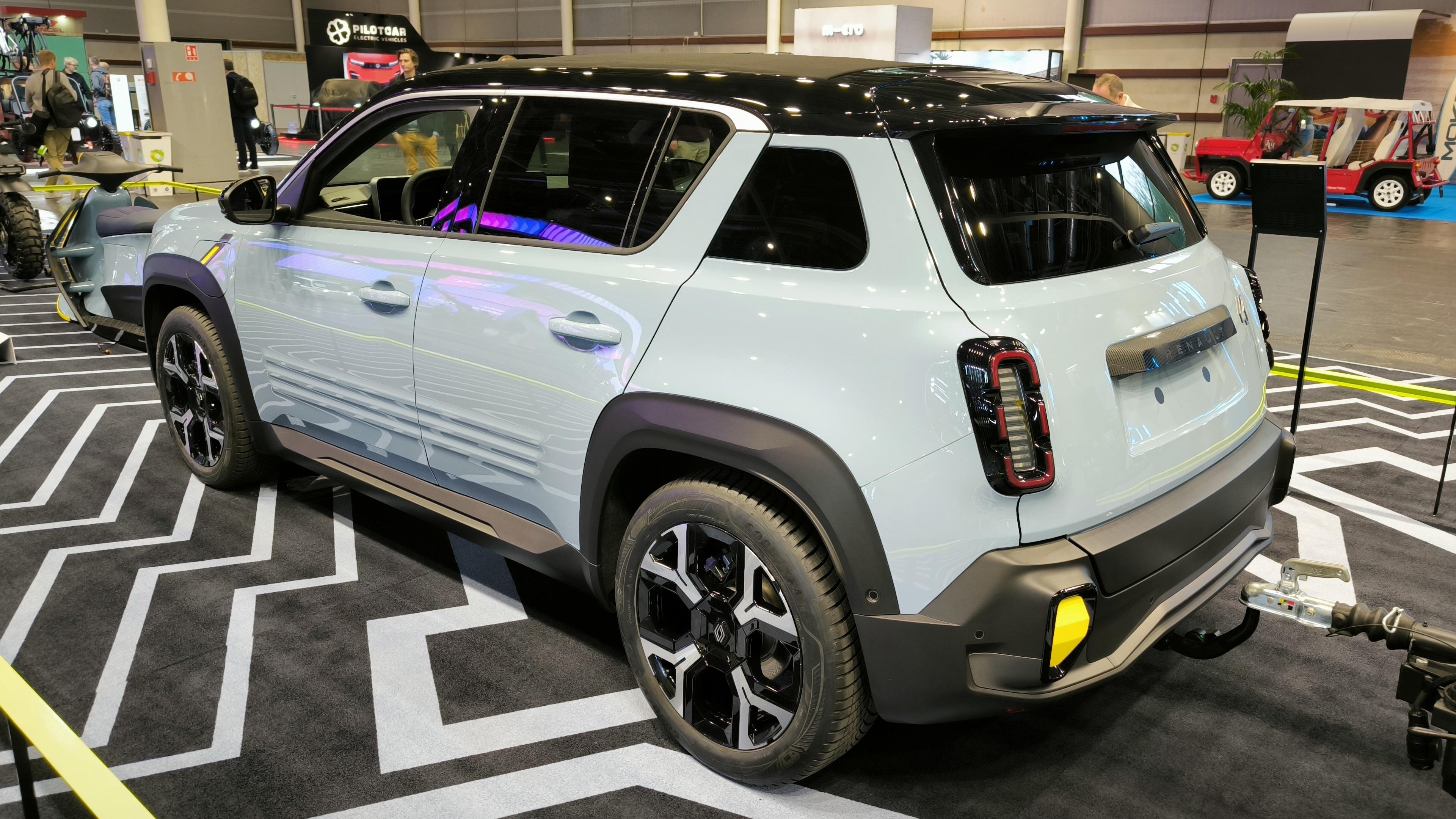
Вид сзади
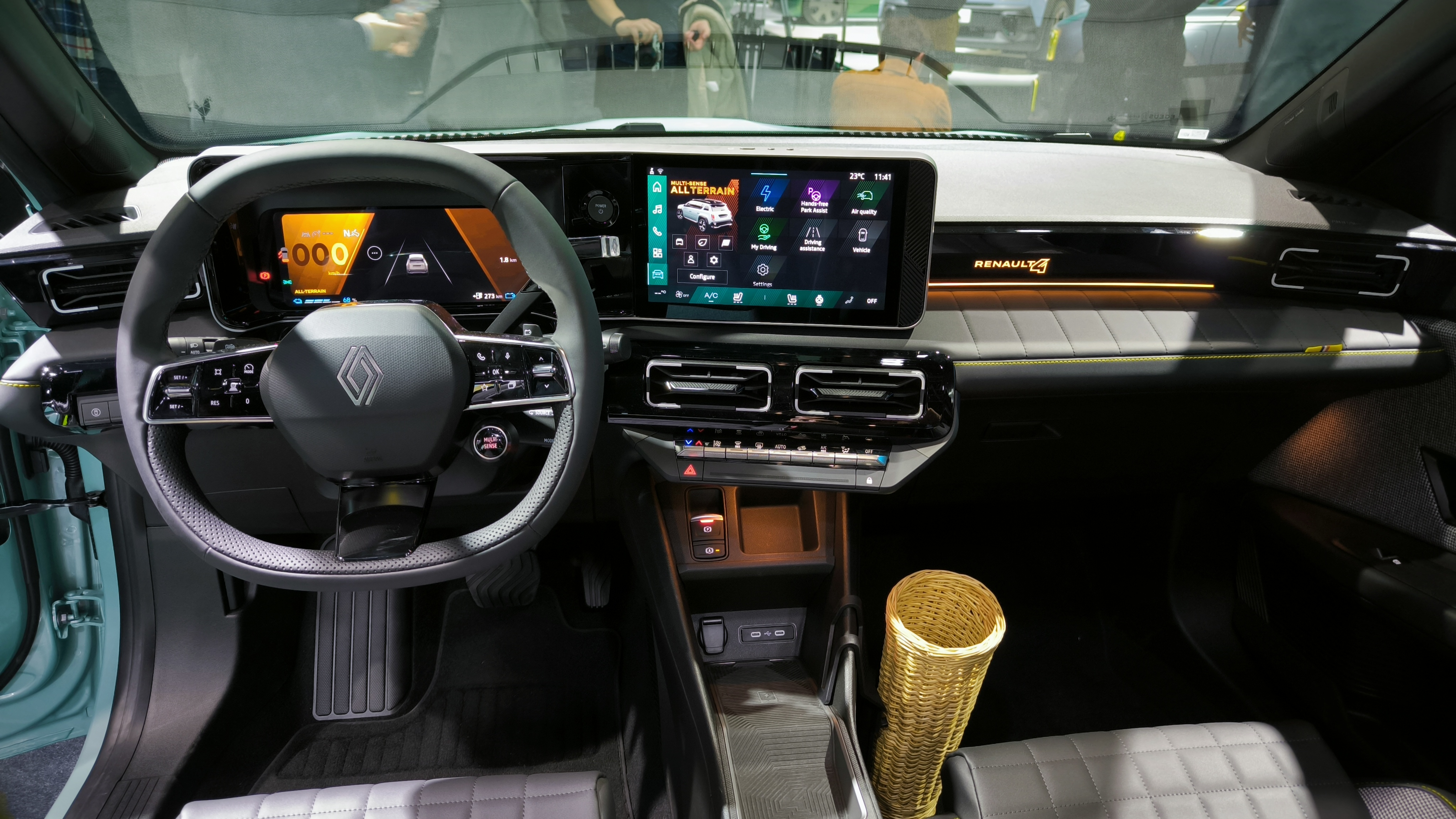
Интерьер
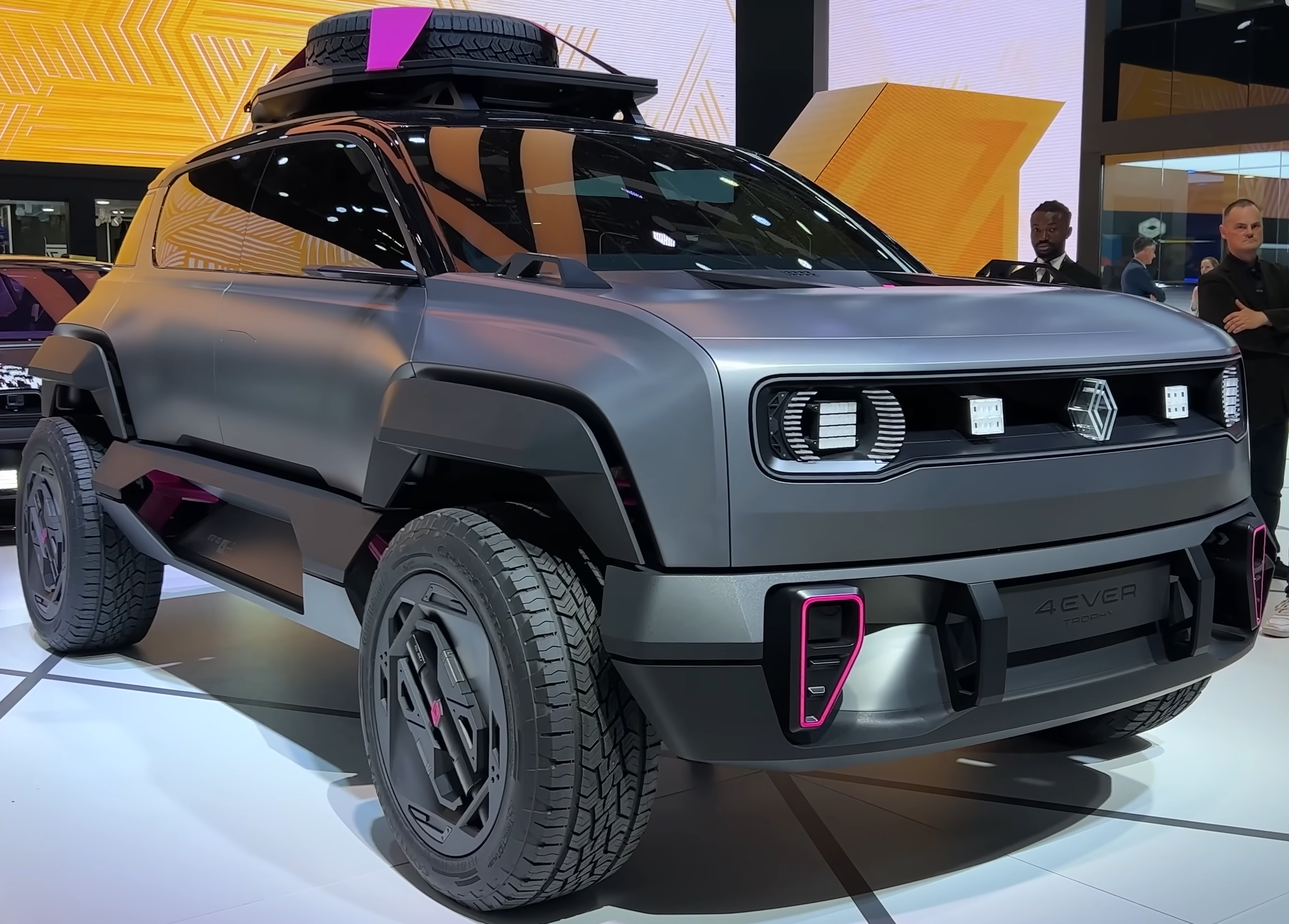
Renault 4Ever Trophy на Парижском автосалоне
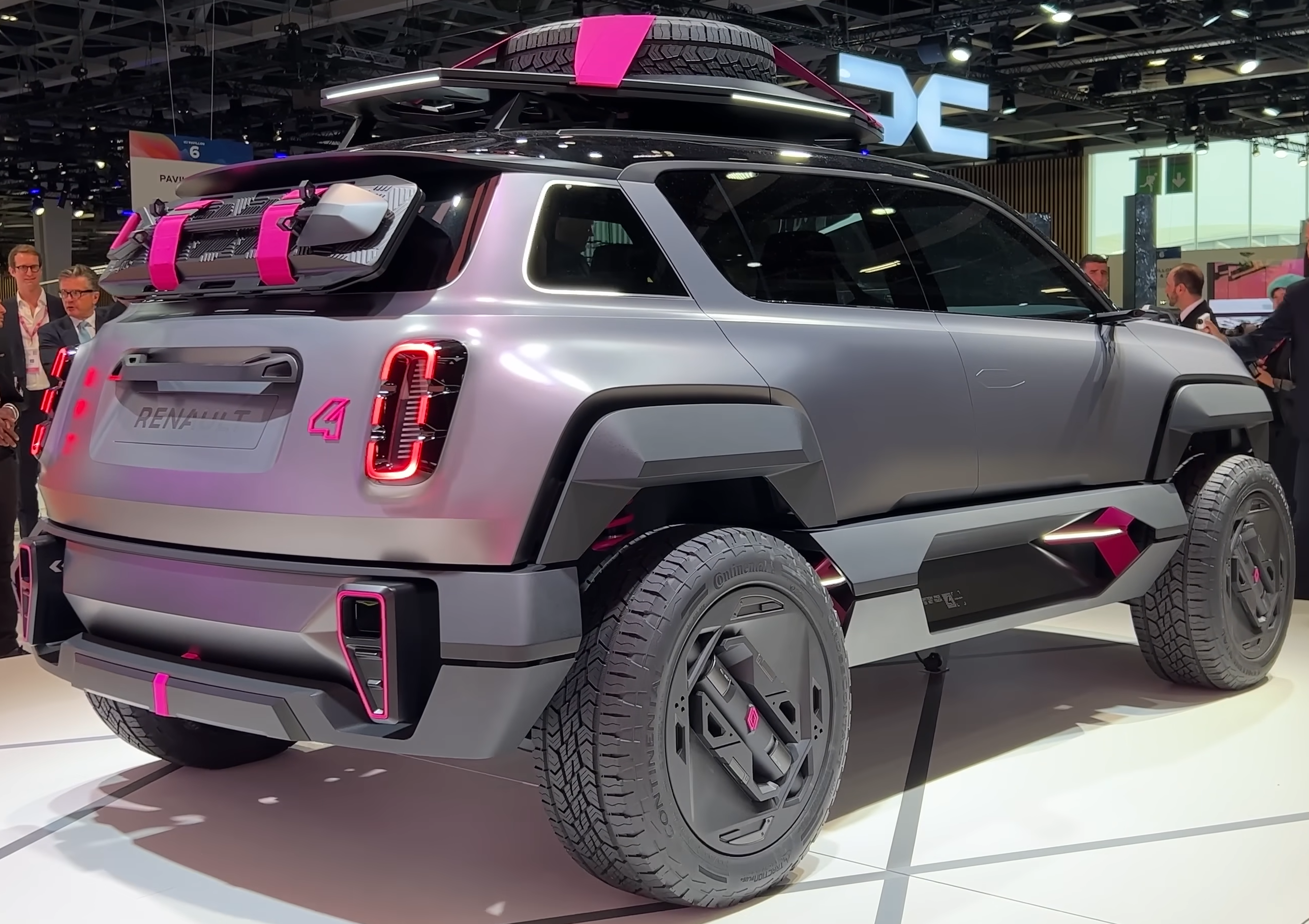
Вид сзади